# Solidago chilensis
Solidago chilensis (vara de oro, romero amarillo, felel, lanceta del Brasil), es una herbácea perenne de la Familia de las Asteraceae. Crece en jardines como planta de flores. Florece profusamente a fines de verano.

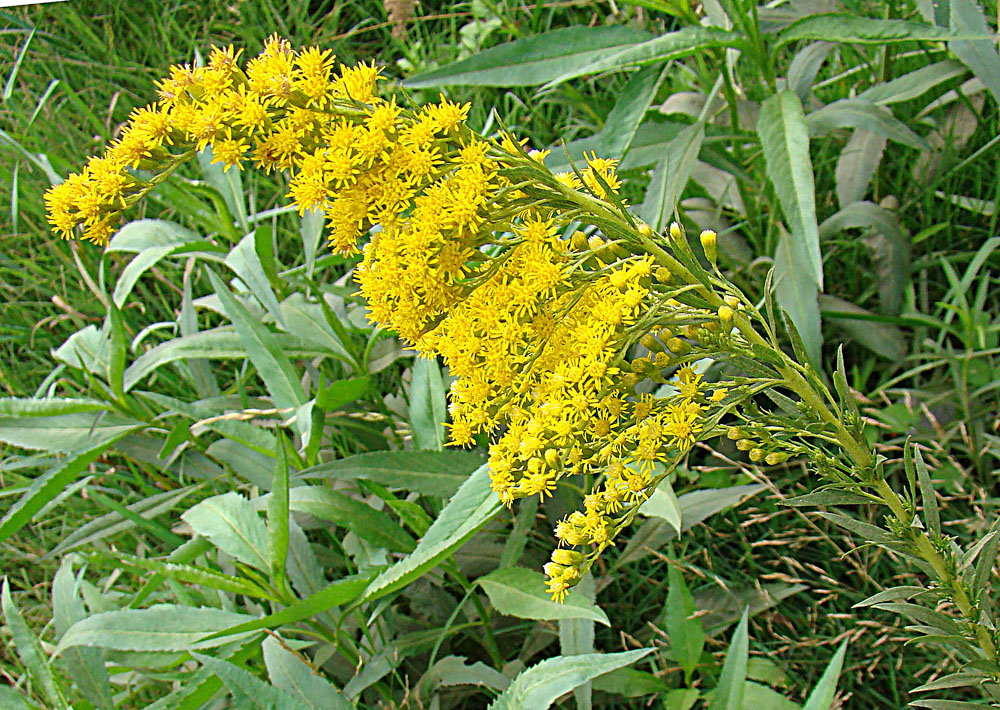
Inflorescencia

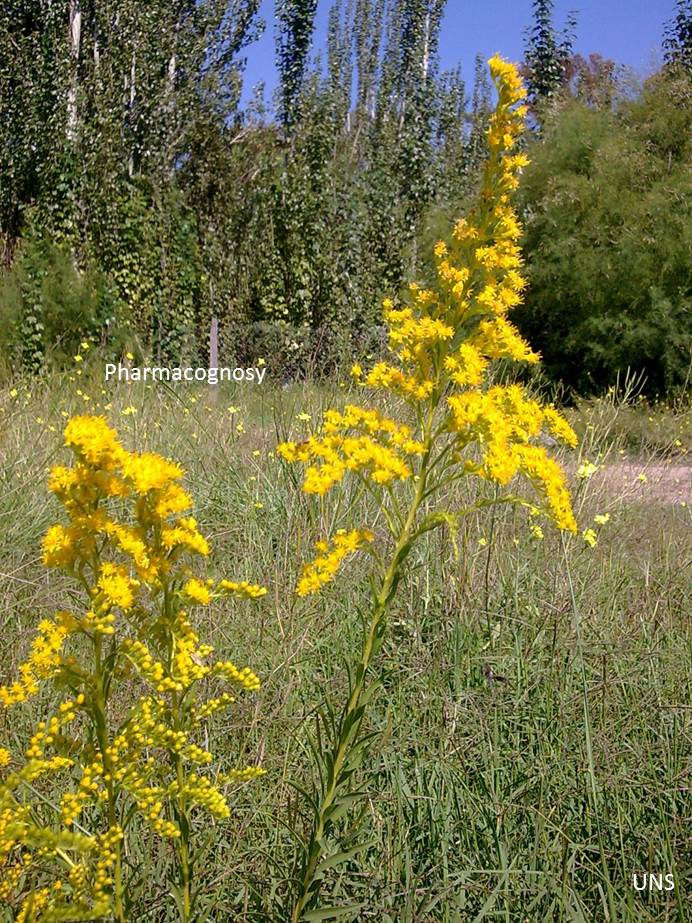
Vista de la planta

## Distribución
Se encuentra en Argentina, Chile, Uruguay, Paraguay, Bolivia y Brasil.

## Propiedades
De la planta se extrae un aceite esencial que tiene propiedades antifúngicas.
La planta posee actividad gastroprotectora y no presenta toxicidad en animales de experimentación.

## Taxonomía
Solidago chilensis fue descrito por Franz Julius Ferdinand Meyen y publicado en Reise um die Erde 1: 311. 1834.
Etimología
Solidago: nombre genérico que deriva del término latíno solido, que significa "sirve para todo o curar" que es una referencia a las supuestas, cualidades medicinales de estas plantas.
chilensis: epíteto geográfico que alude a su localización en Chile.
Sinonimia
- Solidago linearifolia DC.
- Solidago linearifolia var. brachypoda Speg.
- Solidago microglossa var. linearifolia (DC.) Baker
- Solidago microglossa var. megapotamica DC.[6]